# Hienadź Szkurdź
Hienadź Michajławicz Szkurdź (biał. Генадзь Міхайлавіч Шкурдзь, ur. 11 lipca 1940 we wsi Rakoszycy w rejonie dzierżyńskim, zm. w styczniu 2000 w Mińsku) – I zastępca przewodniczącego KGB Białoruskiej SRR (1990-1991).

## Życiorys
Uczył się w Murmańskiej Wyższej Szkole Morskiej, od 1959 służył w Armii Radzieckiej, był żołnierzem oddziałów Nadbałtyckiego Okręgu Wojskowego, został zdemobilizowany jako zastępca dowódcy plutonu. W latach 1962–1964 studiował w Białoruskim Uniwersytecie Państwowym im. Lenina, był sekretarzem komitetu Komsomołu mińskiej rezerwy przewodników Kolei Białoruskiej, od 1967 pracował w organach KGB przy Radzie Ministrów Białoruskiej SRR, 1968 zaocznie ukończył Białoruski Uniwersytet Państwowy. W latach 1970–1973 studiował w Instytucie KGB Czerwonego Sztandaru, po ukończeniu którego pracował w 1 Zarządzie Głównym KGB przy Radzie Ministrów ZSRR, 1982 wrócił do pracy w KGB Białoruskiej SRR i został zastępcą szefa, potem szefem wydziału. W latach 1987–1990 był zastępcą przewodniczącego, a 1990-1991 I zastępcą przewodniczącego KGB Białoruskiej SRR w stopniu generała majora. Po rozpadzie ZSRR 1991-1992 był I zastępcą przewodniczącego KGB Białorusi, a 1992-1994 przewodniczącym Państwowego Komitetu Celnego Republiki Białorusi. Był odznaczony Orderem Czerwonej Gwiazdy i 6 medalami.